# Tarde de Outubro
"Tarde de Outubro" é uma canção da banda de rock brasileira CPM 22, lançada como o segundo single de seu segundo álbum de estúdio, CPM 22. Um videoclipe foi feito para a canção e incluído no DVD O Vídeo (1995 a 2003).

## Composição
Descrita pela banda como uma música punk rock, "mais pesadona", "Tarde de Outubro" foi escrita pelo vocalista Badauí e o guitarrista Wally; este último criou o riff e, posteriormente, a banda inteira trabalhou na música. Segundo Wally, a história contada na música é real.

## Prêmios e indicações
| Ano  | Prêmio                 | Categoria                       | Resultado |       |
| ---- | ---------------------- | ------------------------------- | --------- | ----- |
| 2002 | MTV Video Music Brasil | Escolha da Audiência            | Indicado  | [ 3 ] |
| 2002 | MTV Video Music Brasil | Videoclipe de Artista Revelação | Venceu    | [ 3 ] |
| 2002 | MTV Video Music Brasil | Videoclipe de Rock              | Indicado  | [ 3 ] |